# 라베주

라베주의 위치

라베주(프랑스어: La région de Labé)는 기니의 주로, 주도는 라베이며 인구는 799,545명(1996년 기준), 면적은 22,869km2, 인구 밀도는 34.96명/km2이다. 5개의 하위 행정 구역(쿠비아, 라베, 렐루마, 말리, 투구에)을 관할하며 북쪽으로는 세네갈, 말리와 국경을 맞대고 있고 서쪽으로는 보케주, 남서쪽으로는 킨디아주, 남쪽으로는 마무주, 동쪽으로는 파라나주와 인접해 있다.